# Левак
Левак је у ствари цев чији је један крај веома широк а друге узак. Користи се за сипање течности у флаше или друго посуђе са малим отвором.

## Конструкција
Левак се обично прави од нерђајућег челика, алуминијума, стакла или пластике. Материјал који се користи у изградњи би требало да буде довољно чврст да издржи тежину супстанце која се пресипа, али не би требало да реагује са супстанцом од које је састављена течност. Због тога је левак од нерђајућег челика или стакла погодан за претакање горива, док су пластични погоднији у кухињи. Постоје и једнократни левак који је направљен од папира и који је погодан када је тешко адекватно очистити левак.
Постоје и специјално прављени левци који се могу савити и користе се пре свега за сипање горива у резервоар.

## Намена
Као што већ речено левак се користи за претакање течности у посуде са уским отвором и то:
- Претакање ракије, вина у пољопривредним домаћинствима из бурета у флашу
- Претакање млека, воде, сока и сли. у кухињи
- Претакање бензина и нафте како у флашу тако и из флаше у резервоар од возила
- Претакање разних течних материја у лабораторијким условима[2]